# De l'amour, de l'art ou du cochon ?
Albums de Hubert-Félix Thiéfaine
Autorisation de délirer
(1979) Dernières balises (avant mutation)
(1981)
De l'amour, de l'art ou du cochon est le troisième album d'Hubert-Félix Thiéfaine, dernier opus du « triptyque folk » commencé par son premier album avec le  groupe Machin, sorti en 1980. Il s'agit également du premier album où le guitariste Claude Mairet apparaît en tant que compositeur ; place qu'il occupera davantage sur les albums suivants.
L'album est certifié disque d'or en France.

## Pistes
Tous les titres sont signés H.-F. Thiéfaine/H.-F. Thiéfaine sauf mentionné.
| No | Titre                                                  | Durée |
| -- | ------------------------------------------------------ | ----- |
| 1. | Psychanalyse du singe                                  | 2:50  |
| 2. | Groupie 89 Turbo 6                                     | 5:05  |
| 3. | L'Amour mou (HFT/HFT-C. Mairet)                        | 2:27  |
| 4. | Scorbut                                                | 3:03  |
| 5. | Comme un chien dans un cimetière                       | 4:47  |
| 6. | De l'amour, de l'art ou du cochon ? (HFT/T. Carbonare) | 4:00  |
| 7. | L'Agence des amants de madame Müller                   | 8:46  |
| 8. | Vendôme Gardenal snack                                 | 4:40  |

## Crédits
- Chant, guitares : Hubert-Félix Thiéfaine
- Guitares, clarinette : Jean-Pierre Robert
- Guitares : Claude Mairet
- Claviers, limonaire : Gilles Kusmerück
- Piano : Alain Carbonare
- Basse, claviers : Tony Carbonare
- Batterie, percussions, trompette : Jean-Paul Simonin
- Chœurs : Véronique Gambet, Céline Attely, Patricia Nagera, Jean-Pierre Robert, Claude Mairet, Alain Carbonare
- Flûte, saxophone : Gilles Michaud-Bonnet